# Kutukulon
Kutukulon is een bestuurslaag in het regentschap Ponorogo van de provincie Oost-Java, Indonesië. Kutukulon telt 1481 inwoners (volkstelling 2010).